# Cinema Rex (Amsterdam)
Cinema Rex was een bioscoop aan de Amsterdamse Haarlemmerstraat. Op deze plek bevond zich van 1912 tot 1989 een bioscoop; aanvankelijk onder de naam Scala, later Rex. De geschiedenis van dit theater eindigde als pornobioscoop onder de naam Cinema Parisien. Het bioscoopgebouw is in 1992 gesloopt.

## Geschiedenis
De Haarlemmerstraat en Haarlemmerdijk waren al vroeg een verzamelplaats voor bioscopen, en 1912 waren in de nabije omgeving onder andere De Roode Bioscoop en The Movies te vinden. Op nummer 39 begon de Fries Gerrit Tjepkema een buurtbioscoop onder de naam Scala, met 150 stoelen. De zaken gingen goed, en al spoedig werd een belendend pand bij de bioscoop gevoegd. In 1922 werden de bestaande gebouwen vervangen door een gloednieuw bioscoopgebouw dat ontworpen was door de architect Gerard Mastenbroek, die elders in de stad ook al bioscopen op zijn naam had staan. Het stoelenaantal sprong daarmee omhoog naar 1000. 
In 1936 werd de zaak verkocht aan een Russische emigré, Aron Chermoek, die de bioscoop omdoopte tot de Rex. Aron Chermoek werd vermoord in Mauthausen op 12 oktober 1942.  Tijdens de Tweede Wereldoorlog werd de zaak zoals zoveel joodse bezittingen, onteigend en nadien geëxploiteerd door de Holland-Twente Bioscoop-Onderneming NV. Na de oorlog kwam het bedrijf weer in handen van de familie Chermoek, alhoewel het bezit pas in 1950 weer terugkeerde bij Chermoeks Theater NV. Deze exploiteerde het theater tot 1970 met een immer slinkend aantal zitplaatsen, aan het eind waren er nog 530 over. De bedoening werd toen overgedaan aan Bastiaan van Helden. Het theater sloot in 1985 zijn deuren. In 1987 werd het theater opnieuw in gebruik genomen als pornobioscoop onder de naam Parisien, omdat het theater met die naam aan de Nieuwendijk afgebroken werd ten behoeve van een uitbreiding van het Victoria hotel. Dit hield men vol tot 1989. Het gebouw stond sedertdien leeg en is in 1992 gesloopt.